# 齋藤綾
齋藤 綾（さいとう あや、1993年2月17日 - ）は、日本の声優、舞台女優。北海道出身。賢プロダクション所属。姉は漫画家の町麻衣。

## 経歴
憧れの人と一緒に仕事がしたい、その人になりたいという思いから、当初は舞台役者かダンサーを目指していた。
専門学校で演技を学ぶ中、「漫画家の姉が描いた作品をアニメ化させ、その作品の主役になる」という目標ができたことや、ある声優と共演をしたいという思いから、声優の道に進んだ。
スクールデュオ13期アッパークラスに在籍し、2013年4月から賢プロダクションに所属。

## 人物
趣味はフィギュア収集、お買い物、読書、映画鑑賞。特技は卓球、UFOキャッチャー。河童が好き。
休日はペットのウサギの観察がマイブーム。

## 出演
太字はメインキャラクター。

### テレビアニメ
2013年
- ぎんぎつね（国立水穂）

2014年
- アイカツ!（2014年 - 2016年、紅林珠璃、ダンサー）
- ぐらP&ろで夫（クロ子）
- パックワールド（2014年 - 2015年、ゴースト、女性B、母親 / 占い師、神官B）
- モンスター・ハイ こわイケガールズ（クレオ・デ・ナイル）

2015年
- 銀魂゜（池田夜右衛門〈少年時代〉）
- K RETURN OF KINGS（女子生徒）

2016年
- クレヨンしんちゃん（マスコミの女、店員）
- ジョジョの奇妙な冒険 ダイヤモンドは砕けない（ホテルの受付）
- ドリフェス!（子供）
- NARUTO -ナルト- 疾風伝（女の子、鏃）
- ハルチカ 〜ハルタとチカは青春する〜（成島聡）

2017年
- キラキラ☆プリキュアアラモード（女子）
- ベルセルク（少年）
- ボールルームへようこそ（野球少年C）
- 僕の彼女がマジメ過ぎるしょびっちな件（香坂冬美）

2018年
- サンリオ男子（康太〈小1・幼稚園〉、女子、弓道部員）
- ヴァイオレット・エヴァーガーデン（ネリネ、女性、少年、子供）
- ポプテピピック（母ペンギン）
- 一人之下 羅天大醮篇/全性篇（白式雪、龔慶）
- おそ松さん（子供）
- BEATLESS（アラト〈幼少期〉、アラト〈7歳〉、女子C、友人A） - 2シリーズ
- バジリスク 〜桜花忍法帖〜（女中）
- アイカツフレンズ!（2018年 - 2019年、友希よしつね） - 2シリーズ
- 銀河英雄伝説 Die Neue These 邂逅（シェーンコップ〈少年期〉）

2019年
- アイカツオンパレード!（2019年 - 2020年、紅林珠璃）

2020年
- 織田シナモン信長（アイ）
- 池袋ウエストゲートパーク（松田明洋）

2022年
- スローループ（海凪夏樹）
- 咲う アルスノトリア すんっ!（アダルヴァ）

2023年
- ひろがるスカイ!プリキュア（空港の係員）

### 劇場アニメ
- アイカツ!ミュージックアワード みんなで賞をもらっちゃいまSHOW!（2015年、紅林珠璃）
- アイカツ! 〜ねらわれた魔法のアイカツ!カード〜（2016年、紅林珠璃）[14]
- えいがのおそ松さん（2019年、岩瀬）
- ヴァイオレット・エヴァーガーデン 外伝 - 永遠と自動手記人形 -（2019年、ネリネ[15]）
- 劇場版ヴァイオレット・エヴァーガーデン（2020年、子供[15]）
- アイカツ!×プリパラ THE MOVIE -出会いのキセキ!-（2025年、紅林珠璃[16]）

### OVA
- 無邪気の楽園（2014年、先生）
- 12歳。（2015年 - 2016年、女子、店員） - 『ちゃお』2015年8月号、2016年1月号付録

### ゲーム
2013年
- アイコレ（深海うみ、木山葡萄）
- 海賊ファンタジア（酒場の看板娘シーナ 他）
- ライトニング リターンズ ファイナルファンタジーXIII（キャンディ）

2014年
- アイカツ! 365日のアイドルデイズ（紅林珠璃）
- かんぱに☆ガールズ（ヴィオラ・イーハ、ルーナ・ディアーナ 他）
- 真・三國無双7 Empires（エディット・男純粋1、女冷静1、女姑娘2）
- 戦場のウエディング（桜の国の紅姫イト 他）
- Tokyo 7th シスターズ（二川ミミ）
- 闘神都市（鈴夜、アンドラ・くじら 他）
- ヒーローズプレイスメント（空知夕 他）
- FREEDOM WARS フリーダムウォーズ

2015年
- アイカツ! My No.1 Stage!（紅林珠璃）
- モンスター娘のいる日常オンライン（エメス、ケロース、レーテー、ピラティ、シャロン）
- ゼルダの伝説 トライフォース3銃士（フリル姫）

2016年
- アイカツ! フォトonステージ!!（紅林珠璃）

2017年
- グラナド・エスパダ（シエル）
- 神式一閃 カムライトライブ（ネネ）

2018年
- アズールレーン（メリーランド）

2019年
- ハイスクール・フリート 艦隊バトルでピンチ!（大指紀子）
- クイズRPG 魔法使いと黒猫のウィズ（カンパニューラ・ブート）

2020年
- THE KING OF FIGHTERS ALLSTAR（プリティー・ビッグ）

2022年
- 東方ダンマクカグラ（八坂神奈子）

2023年
- タワーオブスカイ（シーア）

### ドラマCD
- アイカツ!ミュージックアワード 録り下ろしオリジナルドラマCD（紅林珠璃）
- TVアニメ/データカードダス『アイカツ!』&『アイカツスターズ!』スペシャルドラマCD（紅林珠璃）
- ハイキュー!!（女子）
- 二川くんは恋したい!（女子大生）

### ラジオドラマ
- 白魔女学園（新入生C）

### デジタルコミック
- VOMIC 銀河パトロール ジャコ（婦警）
- あざ婚～あの子が結婚できない理由～（2022年、安西マリ子[28]）

### 吹き替え

#### 映画・ドラマ
- HOMELAND - アンジェラ
- ロスト・ボディ - パトリシア/エリカ
- 私立探偵ヴァルグ - アレックス/ブリッタ
- レジェンド・オブ・メダリオン -時空を越えた秘密の島- - リサ
- 蜜の味 〜テイスト オブ マネー〜 - リニ
- 救命医ハンク セレブ診療ファイル - 女性
- フィービー・イン・ワンダーランド - ジェニー
- ダイナソー in L.A. - グレアム
- デトロイト
- 愛してる、愛してない... - 女子アナ/ナレーター
- スリープ・ウィズ・ヴァンパイア - ジネ
- ジュリーのへや
- ゲームシェイカーズ
- メガ・シャークVSグレート・タイタン
- キスから始まる物語・-グウィネス

#### アニメ
- バービーのマーメイド・プリンセス - サンドリン
- なんだかんだワンダー - 悪夢の虫

### ナレーション・ボイスオーバー
- 「ブリヂストン〜タイヤ館篇〜」店内有線放送
- 「ネクステージ」店内ナレーション
- 「マルエツ」店内ナレーション
- 「チヨダ」店内ナレーション
- 「卯の花・雪花菜ポーク」店内販促Vナレーション
- 「VASHUG!」DVD用ナレーション
- 「BMW Connected Drive ショールーム用ビデオ」女性オペレーター
- CX「日本語探Qバラエティ クイズ!それマジ!?ニッポン」
- 札幌アルタ 街頭ナレーション
- 代々木アニメーション学院 街頭CMナレーション
- 「いくぞニッポン！こども経済TV6」番組ナレーション（テレビ東京、2017年8月6日） [29][30]

### 舞台
- 代々木アニメーション学院札幌校 声優タレント科卒業公演「ONE’S CAFE 〜今、この瞬間に変わるコト…。〜」（2009年12月5日、メディアMIXホール） - XO206 SORA
- 「BORDER2010〜絆〜」 - 藤城桂子
- 代々木アニメーション学院札幌校 声優科舞台発表会「義理と人情！赤字上等！熱血☆みどり亀商店街 〜君へ！俺たちの応援歌〜」（2010年12月11日、メディアMIXホール） - 花岡桜
- スクールデュオ13期アッパークラス舞台公演（2012年8月10日 - 12日、ウッディシアター中目黒）
- みょーちゃん劇団 第6回公演「高校みょー師」（2013年3月6日 - 10日、千本桜ホール） - 名荷綾
- かーんず企画 第4回ミラクル公演 「愉快な誘拐犯」（2014年5月2日 - 6日、シアターブラッツ） - 美容師/エリカ

### その他コンテンツ
- 賢プロダクション朗読・朗読劇公演2 A公演（2014年1月16日、ウッディシアター中目黒）

## ディスコグラフィ

### キャラクターソング
| 発売日        | 商品名                       | 歌          | 楽曲                                   | 備考                                 |
| ------------- | ---------------------------- | ----------- | -------------------------------------- | ------------------------------------ |
| 2018年10月3日 | SHOW TIME                    | CASQUETTE'S | 「SHOW TIME」 「マスカレード・ナイト」 | ゲーム『Tokyo 7th シスターズ』関連曲 |
| 2019年12月4日 | マイ・グラデイション/SCARLET | CASQUETTE'S | 「SCARLET」                            | ゲーム『Tokyo 7th シスターズ』関連曲 |
| 2022年5月24日 | HOLY QUEEN                   | CASQUETTE'S | 「HOLY QUEEN」                         | ゲーム『Tokyo 7th シスターズ』関連曲 |

### ユニットメンバー
1. ↑  川澄シサラ（末柄里恵）、浅見ミワコ（優木かな）、鳳チャチャ（大地葉）、二川ミミ（齋藤綾）